# يانيس بقراوي
يانيس بقراوي (مواليد 4 يوليو 2001) هو لاعب كرة قدم مغربي، يشغل مركز مهاجم بنادي إشتوريل برايا البرتغالي . وُلد في فرنسا، ويمثل المغرب على مستوى الشباب.

## مسيرته

### النشأة
ولد بقراوي في فرنسا، وهو من أصل مغربي ترجع جذوره إلى مدينة مكناس.

### مساره مع الأندية
بقراوي هو خريج ناديي (FC Étampes) و(CS Brétigny)،قبل أن يُوقّع مع أوكسير في صيف 2017، في سن السادسة عشرة، ظهر لأول مرة مع النادي في دوري الدرجة الثانية الفرنسي أمام كليرمون في 13 أبريل 2018 (انتهت بالخسارة خسارة 2–1).
في موسم 2021–22، فاز بقراوي رفقة ناديه تولوز بالدوري الفرنسي الدرجة الثانية.
في 29 يناير 2023، تمت إعارته إلى نادي باو في الدرجة الثانية الفرنسي حتى نهاية موسم 2022–23.
وفي يناير 2024، عاد إلى باو على سبيل الإعارة حتى نهاية الموسم. في يوليو 2024، وقع عقدًا لمدة أربع سنوات مع إشتوريل برايا.

### المسار الدولي
شارك بقراوي مع منتخب فرنسا للشباب. تم استدعاؤه إلى منتخب المغرب تحت 23 سنة في مارس 2023.
في يونيو 2023، تم ضمه إلى التشكيلة النهائية للمنتخب المغربي تحت 23 سنة للمشاركة في كأس الأمم الإفريقية تحت 23 سنة 2023، التي استضافها المغرب؛  سجل الهدف الأول للمغرب في المباراة النهائية ضد مصر (انتهت بالفوز 2–1)، مما ساعد في فوز المغرب بلقبه الأول، والتأهل بذلك إلى الألعاب الأولمبية الصيفية 2024.

## الإنجازات
تولوز
- الدوري الفرنسي 2: 2021–22[16]

 المغرب تحت 23
- كأس الأمم الإفريقية تحت 23 سنة: 2023[17][18][19]

## روابط خارجية
- يانيس بقراوي على موقع الاتحاد الأوربي (الإنجليزية)
- يانيس بقراوي على موقع رابطة كرة القدم الفرنسية للمحترفين (الإنجليزية)
- يانيس بقراوي على موقع إي إس بي إن إف سي (الإنجليزية)
- يانيس بقراوي على موقع قاعدة بيانات كرة القدم.إي يو (الإنجليزية)
- يانيس بقراوي على موقع ليكيب (الفرنسية)
- يانيس بقراوي على موقع Soccerbase.com (لاعب) (الإنجليزية)
- يانيس بقراوي على موقع Soccerway.com (الإنجليزية)
- يانيس بقراوي على موقع كووورة
- يانيس بقراوي على موقع AS.com (الإسبانية)